# Clampdown
«Clampdown» es una canción de la banda británica The Clash de su álbum de 1979 London Calling. En un primer momento se trató de un tema instrumental y adoptó el nombre de "Working and Waiting".
Se la conoce también con el nombre de "Working In The Clampdown", estrofa más repetida de la canción. La letra hace referencia a los que han abandonado la juventud, e insta a los jóvenes a luchar contra el "status quo". La palabra "represión" es un término pulcro que abarca todo lo que los escritores adoptaron para definir el establecimiento opresivo, probablemente sus voces más reaccionarias que se escucharon a lo largo de la década de 1970 pidiendo de manera alarmante "medidas drásticas"(clampdown en inglés)  por parte del gobierno y las fuerzas del orden a los huelguistas, agitadores, demandantes de beneficios, hooligans del fútbol, punks y otras amenazas percibidas al bienestar social, económico y moral de la población. Por lo tanto, la "represión" puede leerse como una figura de pavor para la generación de The Clash, y la canción es una advertencia a los jóvenes para que tengan cuidado de ser parte del problema y no de la solución.

## Análisis de la letra
La letra de la canción, escrita por Joe Strummer, se refiere a los fracasos percibidos de la sociedad capitalista. El uso de "azul y marrón" se refiere al color de los uniformes que usan principalmente los trabajadores. Esta idea va de la mano con letras que se refieren a "jóvenes creyentes" que son traídos y comprados en el sistema de capital por aquellos que "trabajan por la represión" que "enseñarán nuestro discurso retorcido". Alternativamente, se podría sugerir que el azul y el marrón se refieren a los colores de las camisas, las camisas azules fascistas de la Irlanda de los años 30 y las camisas pardas de los primeros nazis en Alemania. Strummer escribió:   
The men in the factory are old and cunning
You don't owe nothing, so boy get running!
It's the best years of your life they want to steal!
You grow up and you calm down and you're working for the clampdown.
You start wearing the blue and brown and you're working for the clampdown.
So you got someone to boss around. It makes you feel big now...
En castellano:
Los hombres de la fábrica son viejos y astutos
¡No debes nada, así que chico, lárgate!
¡Son los mejores años de tu vida los que quieren robar!
Creces y te calmas y estás trabajando para la represión
Empiezas a usar azul y marrón y estás trabajando para la represión
Así que tienes a alguien a quien mandar. Te hace sentir grande ahora...

Se considera que estas letras se refieren a cómo uno queda atrapado por el sistema económico del capital y su ética de trabajo, deuda, poder, posición y estilo de vida conformista. Strummer, que se autoproclamó socialista, también utiliza el estribillo de cierre de la canción para resaltar esta mentalidad como una trampa potencial y ofrece una advertencia para no entregarse a "la represión". Esto se enfatiza en la coda por la repetición de Jones de las palabras "trabajo" y "más trabajo" en el ritmo sobre la repetición entrecortada de Strummer de la frase "trabajando para la represión". Esto reafirma la idea de que Strummer vio "la represión" como una amenaza para todos los que quedan atrapados en el sistema económico moderno de salario-hora. 
El bajista y cofundador de The Clash, Paul Simonon, en una entrevista con el LA Times, habló sobre las oportunidades disponibles para él a principios de la década de 1970 en el Reino Unido después de terminar su educación secundaria:
"Lo peor fue que cuando llegó el momento de dejar la escuela, nos llevaron de viaje para darnos una idea de los trabajos disponibles. Pero no intentaron presentarnos nada emocionante o significativo. Nos llevaron a la central eléctrica y a los astilleros de la Marina. Fue como decir: 'Esto es todo lo que ustedes podrían hacer'. Algunos de los niños se enamoraron. Cuando nos llevaron a los astilleros de la Marina, nos subimos a un barco y preparamos la cena, que era todo patatas fritas y frijoles. Estaba muy bueno. Entonces algunos de los niños se unieron, porque la comida era mejor que la que comían en casa".
Strummer, como Simonon, pasó un tiempo en el paro, pero Strummer no provenía de una familia de clase baja. En la misma entrevista con LA Times, Strummer dijo: "Verá, no soy como Paul o los demás, tuve la oportunidad de ser una 'buena persona normal' con un buen auto y una casa en los suburbios, la manzana dorada o como se llame. Pero vi a través de eso. Vi que era una vida vacía".
El padre de Strummer era un diplomático británico, y Joe fue enviado a un internado donde detestaba a "los niños ricos y gordos de la gente rica". Strummer dijo: "Sólo veía a mi padre una vez al año (después de que me enviaran a un internado). Era un verdadero disciplinario que siempre me estaba dando discursos sobre cómo se había levantado todo lo que tenía con el sudor de su frente: un verdadero hombre con agallas y determinación. Lo que realmente me estaba diciendo era: 'Si sigues las reglas, puedes terminar como yo'. Y vi de inmediato que no quería terminar como él. Una vez que salí por mi cuenta, me di cuenta de que tenía razón. Vi cómo funcionaban las reglas y no me gustaron".
Versos posteriores sugieren como alternativa una revolución, un tema común en la composición de canciones de Joe Strummer. Este punto de vista también apunta a la letra "Empiezas a vestir de azul y marrón" como apoyo a su causa. La letra apenas audible al principio de la canción fue descifrada por la fan de The Clash Ade Marks.
The kingdom is ransacked, the jewels all taken back
And the chopper descends
They're hidden in the back, with a message on a half-baked tape
With the spool going round, saying I'm back here in this place
And I could cry
And there's smoke you could click on
What are we going to do now?’'
En castellano:
El reino es saqueado, todas las joyas recuperadas
Y el helicóptero desciende
Están escondidos en la parte de atrás, con un mensaje en una cinta a medio hornear
Con el carrete dando vueltas, diciendo que estoy de vuelta aquí en este lugar
Y podría llorar
Y hay humo en el que puedes hacer clic
¿Qué vamos a hacer ahora?

## Análisis musical
La canción está principalmente en clave de La mayor, con un cambio de clave a Mi mayor en el puente.
La coda presenta un baile que rebota, alternando entre los acordes de Sol y Fa # mientras el riff se desvanece lentamente, con los silbidos de Strummer y la letra repetida basada en "trabajo".